# IC 4167
IC 4167 је елиптична галаксија у сазвјежђу Береникина коса која се налази на листи објеката дубоког неба у Индекс каталогу.
Деклинација објекта је + 21° 54' 38" а ректасцензија 13h 5m 30,7s. Привидна величина (магнитуда) објекта IC 4167 износи 16,5 а фотографска магнитуда 17,5. IC 4167 је још познат и под ознакама NPM1G +22.0396, PGC 1659732.